# Pola Negri
Pola Negri, ursprungligen Barbara Apolonia Chałupiec, född 3 januari 1897 i Lipno, Polen, död 1 augusti 1987 i San Antonio, Texas, var en polsk-amerikansk skådespelare.

## Biografi
Negri studerade vid Dans- och teaterskolan i Warszawa. Efter studierna var hon verksam i Tyskland, där hon blev stor stjärna i en rad filmer. Hon fick ett erbjudande från Hollywood och gjorde sin första film i USA 1923. Under 1920-talet var hon en av Hollywoods största stjärnor. 
Hennes privatliv rönte stor uppmärksamhet, dels för hennes romans med Rudolph Valentino, dels för hennes giftermål, 1919–1922 med en greve och 1927–1931 med en prins.
Hennes popularitet dalade i och med talfilmen, och hon återvände då till Tyskland där hon gjorde en uppmärksammad comeback; hon var då tvungen att bevisa att hon inte var av judiskt ursprung. Det uppstod även rykten att Negri hade en kärleksaffär med Adolf Hitler.
Vid andra världskrigets utbrott åkte hon tillbaka till USA, där hon medverkade i ett par filmer. 1970 utgav hon sin självbiografi, "Memoirs of a Star".

## Filmografi i urval
- 1964 - The Moon-Spinners
- 1935 - Mazurka
- 1927 - Ned med vapnen!
- 1927 - En kvinnas bekännelse
- 1927 - Hotel Imperial
- 1924 - Det förbjudna paradiset
- 1922 - The Last Payment
- 1918 - Die Augen der Mumie Ma
- 1914 - Niewolnica zmysłów